# Adolf Drake
Magnus Adolf Gottlob Drake (af Hagelsrum), född den 21 september 1833 i Skedevi socken, Östergötlands län, död den 4 februari 1906 i Hedvig Eleonora församling, Stockholm, var en svensk baptistpredikant.
Efter teoretisk teologisk examen vid Uppsala universitet 1856 var Drake ett par år lärare i Linköping och Västervik. Under dessa år närmade han sig alltmer baptismen och blev omdöpt 1858. Drake tjänstgjorde först som medhjälpare åt Anders Wiberg i dennes verksamhet, framför allt i Stockholm. År 1866 blev han lärare vid Betelseminariet, och redigerade från 1868 Wecko-Posten, som efter hand blev baptistsamfundets främsta tidning.